# Chirurgische Schere

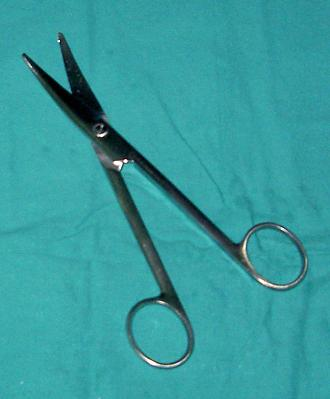
Chirurgische Schere, aufgebogen, stumpf-stumpf

Die chirurgische Schere, kurz Chirurgenschere, stellt ein kräftiges Modell sowohl zum Durchtrennen von Gewebeteilen als auch Operationshilfsmaterial (z. B. Drainageschläuchen, Verbandsmaterial) sowie von Nahtmaterial dar.
Chirurgische Scheren werden praktisch bei allen Operationen verwendet. In der Ambulanz, auf Station und in der Arztpraxis wird die chirurgische Schere als „Standardschere“ eingesetzt.
Standardscheren werden sowohl in gerader als auch in leicht aufgebogener Form eingesetzt. Man unterscheidet diese Scheren sowohl beim geraden als auch beim leicht aufgebogenen Modell nach der Ausführung der Schneideblattspitzen. Eine Sonderform der chirurgischen Schere ist die Präparierschere, die vor allem zur stumpfen Präparation im Gewebe verwendet wird.

## Varianten
- Modelle in aufgebogener Form werden teilweise als Cooper-Schere bezeichnet, benannt nach dem englischen Wundarzt Astley Paston Cooper. Zutreffend ist diese Bezeichnung jedoch nur für Präparierscheren mit gebogenen Branchen und abgestumpfter Spitze, die für feines, dünnes Gewebe oder für exakte Präparationen geeignet sind.
- Die Metzenbaumschere, benannt nach dem Chirurgen Myron Metzenbaum, ist eine Spezialschere mit sehr langem Griff und relativ kurzen Klingen. Sie ermöglicht auch Schnitte tief im Körper, ohne dass durch zu weit öffnende Scherenschenkel der Operateur beim Arbeiten behindert wird.
- Die Mayo-Schere ist eine robuste Schere, deren Schneiden nach außen liegen und die eher für dickes Gewebe, z. B. Faszien, geeignet ist.